# Elliot Goldenthal
Elliot Goldenthal (New York, 1954. május 2. –) Oscar-díjas amerikai kortárs komolyzenei zeneszerző, valamint film- és színházi partitúrák. Aaron Copland és John Corigliano tanítványa a legismertebb sajátos stílusáról, valamint arról a képességéről, hogy különböző zenei stílusokat és technikákat eredeti és ötletes módon ötvöz. 2002-ben elnyerte a legjobb eredeti zenének járó Oscar-díjat a Frida című filmhez, amelyet régi partnere, Julie Taymor rendezett.

## A kezdetek, tanulmányai
Goldenthal 1954. május 2-án született egy zsidó házfestő apa és katolikus varrónő legfiatalabb fiaként a New York-i Brooklynban, ahol kiskorától kezdve minden kultúrából és műfajból származó zene hatott rá. Goldenthal mindkét nagyszülőpárja Bukarestből és a romániai Iașiból emigrált az Egyesült Államokba. Goldenthal a város multikulturális részén élt, és ez tükröződik munkáiban. A brooklyni John Dewey High Schoolba járt, ahol 14 évesen adták elő legelső balettjét, a Variations on Early Limppses címet; eklektikus zenei skáláját továbbra is bemutatta, a hetvenes években rockzenekarokkal lépett fel.
Ezután teljes munkaidőben zenét tanult a tekintélyes Manhattan School of Music- ban, ahol John Corigliano zeneszerzőnél tanult (akit nagyon csodált), hogy megszerezze a zeneszerzésből Bachelor of Music (1977) és Master of Music fokozatot (1979).

## Karrier
Goldenthal írt műveket koncertterem, színház, tánc és film számára. Munkái között szerepel zenék olyan filmekhez, mint a Pet Sematary, az Alien 3, Michael Collins, a Batman Forever, a Heat és az Oscar -díjas Julie Taymor Frida című filmje, amelyben Goldenthal kis színészi szerepet játszott, mint "híradó riporter". Mellesleg a Juan Darièn színpadi show-ban is volt egy kis része, mint "Circus Barker / Streetsinger".
A Tony-díjas Juan Darién: Karneváli mise (1988/'96) és A zöld madár (1999) Carlo Gozzi története alapján a zeneszerző két színházi műve. 2006-ban Goldenthal Taymorral fejezte be eredeti háromfelvonásos operáját Grendel címmel, amely John Gardner azonos nevű regényének adaptációja, amely Beowulf történetét mesélte el Grendel szörny szemszögéből. 2006 júniusának elején volt a világpremierje a Los Angeles-i Operában, Grendel szerepében Eric Owens előadásában, ahol John Williams és Emmy Rossum is szerepelt; az opusz felkerült a Los Angeles-i Opera állandó repertoárjára, és Goldenthal 2007 áprilisában a Pulitzer-díjra jelölték.  2008-ban Goldenthal újra találkozott Michael Mannnal, hogy megszerezze az 1930-as évekbeli Public Enemies gengszterfilmet, 2009-ben pedig újabb Julie Taymor Shakespeare-adaptációt, a The Tempest-et. A japán zeneszerzőt , Tōru Takemitsut említi befolyásként, akire saját karrierjét alakítja; Goldenthal azt mondta, hogy a határvonalak a hagyományos koncertzene és a zenekari filmzene között elmosódottabbá váltak, ami szerinte így kell lennie. Négyszer dolgozott együtt Neil Jordan ír rendezővel is, többek között az Interjú a vámpírral és az In Dreams című filmjeiben.

## Magánélet
New Yorkban él, "boldogan hajadon", ahogy egykor fogalmazott, élettársával, Julie Taymorral, akit 1980-ban ismert meg egy közös ismerőse révén, aki azt mondta neki: "Ismerek egy embert, akinek a munkája ugyanolyan. groteszk, mint a tied." Van egy irodájuk/lakásuk, ahol mindketten élnek és dolgoznak.

## Zenei stílusa
Elliot Goldenthalt a filmzene gyűjtők a "gondolkodó ember zeneszerzőjének" nevezték, és általában a filmesek és a filmzene szerelmesei számára egy agyafúrtabb választás. Kísérletezéséről, árnyalatairól és nem szokványos technikák kipróbálására való hajlandóságáról ismert. A horrortól az akción át a Shakespeare-adaptációkig szinte minden műfajban szerzett filmeket. Vígjátékot még nem szerzett, de több filmhez komponált komikus motívumokat, mint például a Demolition Man és a Batman sorozat. Eklektikus teljesítménye nagy tiszteletet vívott ki számára a zenei és filmes közösségekben, valamint a rajongók körében. Zenei képességei és jellegzetes stílusa miatt nagyra becsülik, bár egyesek túlságosan kísérletezőnek vagy elérhetetlennek találják munkásságát. Akciózenéje brutális és atonális. Néha, aláhúzásként, nagyon gyors kürtös passzusokat használ, hajlító hangokkal és nyafogással. Goldenthal azt mondta, hogy nem "hall" atonális és tonális, inkább "vagy dallamot hallok, vagy hangzást".
Goldenthal gyakran dolgozik egy csapattal, amelyet a Drugstore Cowboy filmzenéje után állított össze: Teese Gohl felügyelő producerként, Robert Elhai hangszerelésben, Joel Iwataki és Steve McLaughlin hangmérnökként, Richard Martinez pedig elektronikus zenei producerként dolgozik. Martinez szerint "sok zeneszerző a zenéjének megírására szeretne összpontosítani, és ezt [a] csapata lehetővé teszi Elliotnak." A filmscoremonthly.com weboldalon Goldenthal egykori osztálytársa kommentált egy, a Sphere score-ról szóló 1998-as cikkhez, amely azt állította, hogy amikor ő és Elliot a 70-es években a Manhattan School of Musicban tanultak, Elliot már kísérletezett. szokatlan technikákkal. Egyszer, amikor trombitát tanult, Elliot megkérte, hogy "búgjon bele a szájrész rossz végébe, és énekeljen is bele". Azt hitte, őrült, de egy évtizednyi Goldenthal film- és koncertzenéje után visszatekintve „jóval megelőzte a többieket” – mondta.

## Műveinek listája

### Filmes és televíziós alkotások

#### Játékfilmek
| Year | Title                             | Director(s)        | Studio(s)                                                              | Publisher            | Notes |
| ---- | --------------------------------- | ------------------ | ---------------------------------------------------------------------- | -------------------- | --- |
| 1979 | Cocaine Cowboys                   | Ulli Lommel        | International Harmony                                                  | N/A                  | N/A |
| 1980 | Blank Generation                  | Ulli Lommel        | International Harmony                                                  | N/A                  | Composed with Richard Hell and the Voidoids |
| 1989 | Drugstore Cowboy                  | Gus Van Sant       | Avenue Pictures Artisan Entertainment                                  | Novus                | Nominated- Los Angeles Film Critics Association Award for Best Music |
| 1989 | Pet Sematary                      | Mary Lambert       | Paramount Pictures                                                     | Varèse Sarabande     | N/A |
| 1992 | Alien 3                           | David Fincher      | Brandywine Productions 20th Century Fox                                | MCA                  | Expanded soundtrack released by La-La Land Records. |
| 1993 | Demolition Man                    | Marco Brambilla    | Silver Pictures Warner Bros.                                           | Varèse Sarabande     | N/A |
| 1994 | Golden Gate                       | John Madden        | The Samuel Goldwyn Company                                             | Varèse Sarabande     | N/A |
| 1994 | Interview with the Vampire        | Neil Jordan        | Geffen Pictures Warner Bros.                                           | Geffen Records       | Nominated- Academy Award for Best Original Score Nominated- Golden Globe Award for Best Original Score Nominated- Saturn Award for Best Music |
| 1994 | Cobb                              | Ron Shelton        | Regency Enterprises Warner Bros.                                       | Sony Classical       | N/A |
| 1995 | Batman Forever                    | Joel Schumacher    | PolyGram Filmed Entertainment Warner Bros.                             | Atlantic             | Expanded soundtrack released by La-La Land Records. Nominated- Grammy Award for Best Song Written for Visual Media |
| 1995 | Voices From a Locked Room         | Malcolm Clarke     | Sony Pictures Classics                                                 |                      | |
| 1995 | Heat                              | Michael Mann       | Regency Enterprises Warner Bros.                                       | Warner Bros. Records | Nominated- Chicago Film Critics Association Award for Best Original Score |
| 1996 | Michael Collins                   | Neil Jordan        | Geffen Pictures Warner Bros.                                           | Atlantic             | Nominated- Academy Award for Best Original Score Nominated- Golden Globe Award for Best Original Score Nominated- Chicago Film Critics Association Award for Best Original Score Nominated- Los Angeles Film Critics Association Award for Best Music Satellite Award for Best Original Score |
| 1996 | A Time to Kill                    | Joel Schumacher    | Regency Enterprises Warner Bros.                                       | Atlantic             | Nominated- Grammy Award for Best Song Written for Visual Media |
| 1997 | The Butcher Boy                   | Neil Jordan        | Geffen Pictures Warner Bros.                                           | Cinerama Records     | Los Angeles Film Critics Association Award for Best Music Nominated- Chicago Film Critics Association Award for Best Original Score |
| 1997 | Batman & Robin                    | Joel Schumacher    | PolyGram Filmed Entertainment Warner Bros.                             | N/A                  | Score never commercially released. |
| 1998 | Sphere                            | Barry Levinson     | Baltimore Pictures Warner Bros.                                        | Varèse Sarabande     | Soundtrack released by Varèse Sarabande. |
| 1999 | In Dreams                         | Neil Jordan        | Amblin Entertainment DreamWorks Pictures                               | Varèse Sarabande     | Performed by the London Metropolitan Orchestra. Soundtrack released by Varèse Sarabande. |
| 1999 | Titus                             | Julie Taymor       | OverSeas Filmgroup Clear Blue Sky Productions Fox Searchlight Pictures | Sony Classical       | Performed by the London Metropolitan Orchestra. |
| 2001 | Final Fantasy: The Spirits Within | Hironobu Sakaguchi | Square Pictures Columbia Pictures                                      | Sony Classical       | Performed by the London Symphony Orchestra. |
| 2002 | Frida                             | Julie Taymor       | Ventanarosa Lions Gate Films Miramax Films                             | Universal Music      | Academy Award for Best Original Score Golden Globe Award for Best Original Score Satellite Award for Best Original Score Nominated- Academy Award for Best Original Song |
| 2002 | The Good Thief                    | Neil Jordan        | Alliance Atlantis Fox Searchlight Pictures                             | Island Records       | Performed by the London Metropolitan Orchestra & the Irish Film Orchestra. |
| 2003 | S.W.A.T.                          | Clark Johnson      | Original Film Columbia Pictures                                        | Varèse Sarabande     | N/A |
| 2007 | Across the Universe               | Julie Taymor       | Revolution Studios Columbia Pictures                                   | N/A                  | Score never commercially released. Nominated- Grammy Award for Best Compilation Soundtrack for Visual Media |
| 2009 | Public Enemies                    | Michael Mann       | Relativity Media Universal Pictures                                    | Decca Records        | Nominated- Satellite Award for Best Original Score |
| 2010 | The Tempest                       | Julie Taymor       | Touchstone Pictures Miramax Films                                      | Zarathustra Music    | N/A |
| 2017 | Our Souls at Night                | Ritesh Batra       | Netflix                                                                | N/A                  | N/A |
| 2020 | The Glorias                       | Julie Taymor       | June Pictures                                                          | N/A                  | N/A |

## Fordítás
Ez a szócikk részben vagy egészben  az   Elliot Goldenthal című angol Wikipédia-szócikk ezen változatának fordításán alapul.  Az eredeti cikk szerkesztőit annak laptörténete sorolja fel. Ez a jelzés csupán a megfogalmazás eredetét és a szerzői jogokat jelzi, nem szolgál a cikkben szereplő információk forrásmegjelöléseként.